# Distretto di Lámud
Il distretto di Lámud è un distretto del Perù nella provincia di Luya (regione di Amazonas) con 2.319 abitanti al censimento 2007 dei quali 2.010 urbani e 309 rurali.
È stato istituito il 5 febbraio 1861.

## Località
Il distretto è formato dall'insieme delle seguenti località:
- Lámud
- Tingurbamba
- El Mito
- Corredor
- Chichita
- Quilaylon
- Tozan
- Tinta
- Vaquin
- Cuemal
- Cuelon
- Rongay
- Chilmal
- Cushpaurco